# Helina reversio
Helina reversio este o specie de muște din genul Helina, familia Muscidae. A fost descrisă pentru prima dată de Harris în anul 1780. Conform Catalogue of Life specia Helina reversio nu are subspecii cunoscute.